# Jean Marrot
Pour les articles homonymes, voir Marrot.
Jean Marrot est un homme politique français né le 27 septembre 1821 à Fouqueure (Charente) et mort le 22 novembre 1893 à Angoulême (Charente).

## Biographie
Avocat à Angoulême, il est bâtonnier à plusieurs reprises. Il est substitut du procureur en 1848, et retourne au barreau après le coup d’État du 2 décembre 1851. Il est maire d'Angoulême le 4 septembre 1870 et le reste jusqu'en 1874, où il démissionne pour protester contre le gouvernement d'ordre moral. Il est préfet de la Corrèze de janvier à mai 1877. Il est député de la Charente de 1881 à 1885, siégeant à gauche.
Il est inhumé au cimetière de Bardines (Angoulême).

## Sources
- « Jean Marrot », dans Adolphe Robert et Gaston Cougny, Dictionnaire des parlementaires français, Edgar Bourloton, 1889-1891 [détail de l’édition]
- « Jean Marrot », dans le Dictionnaire des parlementaires français (1889-1940), sous la direction de Jean Jolly, PUF, 1960 [détail de l’édition]